# Aulonothroscus sparsepunctatus
Aulonothroscus sparsepunctatus is een keversoort uit de familie dwergkniptorren (Throscidae). De wetenschappelijke naam van de soort werd in 1927 gepubliceerd door Maurice Pic.